# Trichosia ghesquierei
Trichosia ghesquierei är en tvåvingeart som beskrevs av Franz Lengersdorf 1938. Trichosia ghesquierei ingår i släktet Trichosia och familjen sorgmyggor.
Artens utbredningsområde är Kongo. Inga underarter finns listade i Catalogue of Life.